# Lutnia barokowa

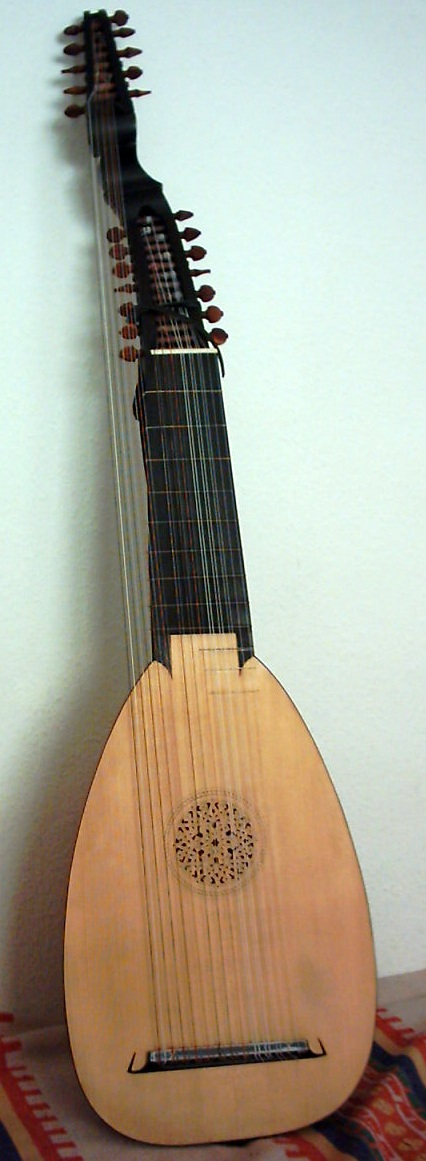
Trzynastochórowa lutnia barokowa

Lutnia barokowa – termin odnoszący się do instrumentów lutniowych epoki baroku takich jak: niemiecka lutnia barokowa, francuska lutnia barokowa, arcylutnia, teorban, gallichon. Charakteryzują się one większą, niż lutnie z poprzednich epok liczbą chórów (par strun), oraz często podwójną, lub rozbudowaną główką. Lutnia barokowa, służąca pierwotnie do wykonywania repertuaru solowego, została pod koniec epoki zdegradowana do instrumentu niemal wyłącznie akompaniatorskiego (realizującego technikę basso continuo) i z czasem zastąpiona instrumentami klawiszowymi.

## Historia i budowa
Pod koniec epoki renesansu dokonały się znaczne zmiany w budowie lutni. Wraz z rozwojem repertuaru muzycznego potrzebowano instrumentów o coraz większej skali. Systematycznie zwiększano liczbę chórów z 6 - 8 w klasycznej lutni renesansowej, aż do 13 (w lutniach większa liczba chórów była rzadko spotykana, barokowe teorbany posiadały jednak zwykle 14-19 pojedynczych chórów). W zależności od liczby strun burdonowych najczęściej spotykane lutnie barokowe, to:
- Lutnia 10-chórowa stanowiła formę przejściową pomiędzy lutnią renesansową a barokową i była podstawą do strojeń przejściowych[2].
- Lutnia 11-chórowa (tzw. francuska) była podstawowym typem lutni używanej we Francji aż do końca XVII w.[3]
- Lutnia 12-chórowa zdobyła popularność w Niderlandach i Wielkiej Brytanii. Posiadała drugą główkę pozwalającą na wydłużenie czterech najniższych naciągniętych na niej chórów[4].
- Lutnia 13-chórowa (tzw. niemiecka) opracowana w Niemczech ok. 1720 roku występowała w dwóch wariantach: z przedłużką basową (ang. bass rider) na struny 12-13 jako rozbudowa lutni 11-chórowej oraz z tzw. łabędzią szyją (ang. swan neck) posiadająca dwie lub trzy dodatkowe główki wspierające chóry 9-13.[5]

Lutnie barokowe charakteryzowały się także, dość dużymi rozmiarami pudła rezonansowego (niektóre z nich posiadały nawet do trzech otworów rezonansowych), a co za tym idzie głębokim i mocnym, basowym brzmieniem.

## Strojenie
Lutnia barokowa różni się od lutni renesansowej przede wszystkim strojem. Pod koniec epoki renesansu zaczęła się dokonywać stopniowa ewolucja stroju lutniowego, związana z powstawaniem muzyki o znamionach nowego stylu - baroku. Po wielu eksperymentach przyjął się uniwersalny strój w tonacji d-moll, pierwsze sześć chórów strojone było: AA dd ff aa d' f', natomiast struny basowe strojono diatonicznie w tonacji utworu (tzw. skordatura).